# 乌恰岩黄耆
乌恰岩黄耆（学名：Hedysarum flavescens）为豆科岩黄耆属下的一个种。

## 扩展阅读
維基物種上的相關：乌恰岩黄耆